# Textes fondateurs de la franc-maçonnerie
Les textes fondateurs de la franc-maçonnerie sont l'ensemble des textes manuscrits ou imprimés entre le XIVe et le XVIIe siècle et ayant servi à la création et la structuration de la franc-maçonnerie spéculative. Ils sont constitutifs d'un ensemble de mythes maçonniques qui alimente l'imaginaire symbolique et philosophique de son parcours spéculatif, graduel ou encore initiatique.
Toujours étudiés par les historiens et les francs-maçons ces documents s'inscrivent pour partie avant la création de la première obédience maçonnique, la Grande Loge de Londres et de Westminster, en 1717. Ils permettent aux historiens et maçonnologues de mettre en exergue les liens, qui s'avèrent à l'analyse uniquement symboliques et culturels à l'instar de la théorie de la transition, qui relient dans le temps la maçonnerie opérative d'Écosse et d'Angleterre aux premières loges maçonniques spéculatives de la franc-maçonnerie et plus tardivement à l'élaboration de son histoire légendaire.

## Pré-création de la Grande Loge de Londres

### 1390-1420: les Anciens devoirs
Les Anciens devoirs (Old Charges) sont un ensemble d'environ cent trente documents rédigés entre les XIVe et XVIIIe siècles, la plupart manuscrits et plus tardivement gravés ou imprimés, tous d'origine anglaise. Ces documents décrivent les obligations et fonctionnement des corporations de maçons et de bâtisseurs, mais également l'historique mythique de la création du métier. Ils connaissent deux époques distinctes : une première à la fin du XIVe siècle, avec l'apparition de deux documents uniques, les Manuscrits Régius et Cook, et une seconde période à partir du XVIe siècle, où ils réapparaissent en 1583 sous une forme moins opérative et sous le nom de Grand Lodge n°1, ce dernier entamant la production de près de 130 autres versions manuscrites ou imprimées.

### 1598-1599: les statuts Schaw
Les statuts Schaw sont deux documents écrits au XVIe siècle par William Schaw, Maître des Travaux du roi Jacques VI d'Écosse. La première version est datée de 1598, la seconde de 1599. Ces documents édictent les règles et structures les corporations de maçons et bâtisseurs des loges opératives en Écosse. 
Les statuts mettent en œuvre un système de loges opératives organisés selon une structuration territoriale. Les loges ne sont plus temporaires comme dans celles décrites dans les Anciens devoirs, mais permanentes et affectées à une zone géographique précise. Ces effectifs sont constants et fluctuent au gré des départs ou s'enrichissent de nouveaux ouvriers. Leurs identités sont constantes et elles tiennent des registres. Elles portent parfois des noms comme Mary's Chapel à Edimbourg ou Cannongate kilwinning.

### 1696: le manuscrit d’Édimbourg
Le manuscrit des archives d'Edimbourg est un rituel d'initiation d'origine écossaise, daté de 1696. Il est attesté comme étant le plus ancien rituel maçonnique connu en 2016. Il est le premier d'une série de documents qui sont assemblés sous le titre de Premières instructions maçonniques (« The Early masonic catechisms »). Ce recueil qui est le plus ancien rituel de l'histoire de la franc-maçonnerie est découvert en 1930 dans l'ancienne maison des archives d'Edimbourg. Rien n'est connu sur l'histoire antérieure de ce document. Il ne comporte que quatre pages et a été divulgué en 1932 par la loge de recherche Quatuor Coronati. Il est composé de deux parties : la première est une série de questions et réponses dénommée « Quelques questions que les maçons ont coutumes de poser à ceux qui ont le mot avant de les reconnaitre », la seconde est une description de la prestation de serment et d'une instruction au travers d'un rite, des mots et signes des maçons. Cette section est dénommée « La manière de donner le Mot de maçon ».

### 1700: le manuscrit Sloane
Le manuscrit Sloane n°3329, de par son classement au British Museum est le premier document fondateur d’origine directement anglaise. Il tire son nom de son appartenance à la collection de Sir Hans Sloane. Il se compose de deux parties, la première révèle les signes par lesquels les maçons se reconnaissent entre eux, la seconde est une instruction par question et réponse débouchant sur un serment à prêter. C'est le premier manuscrit à évoquer clairement une franc-maçonnerie en trois grades. Dans les manuscrits plus anciens ou précédent, les termes de « compagnon » et de « maitre » sont synonymes et usités pour designer un seul état de grade, dans le Sloane, ils sont clairement différenciés et leur secret diffèrent.
Ce manuscrit fait état par deux fois de manière claire du « Mot de maçon » et ajoute un mot de maître qui se transmet en deux temps à l'image des mots d'apprenti et de compagnon. Il évoque également le concept de « loge parfaite » composée de deux apprentis, de deux compagnons du métier et enfin de deux maîtres.

## Post-création de la Grande Loge de Londres

### 1723: les Constitutions d'Anderson
Les Constitutions d'Anderson sont rédigées en 1721 à l'initiative de John Montagu, alors grand maître de la Grande Loge de Londres constituée en 1717. La première version est écrite par le révérend James Anderson, pasteur presbytérien — dont le nom y a été associé historiquement plus tard — en collaboration avec le huguenot Jean Théophile Désaguliers, afin d'organiser et réguler les pratiques traditionnelles mais divergentes au sein de la grande loge. Elles connaissent plusieurs éditions et modifications jusqu'en 1813, date de création de la Grande Loge unie d'Angleterre. La première partie retrace une histoire mythique qui lie la franc-maçonnerie au travers d'une continuité entre le Roi Salomon de l'Ancien Testament jusqu'au souverain d’Écosse et d'Angleterre. La seconde partie traite des devoirs et obligation du franc- maçon, c'est sur cette partie que se structure la franc-maçonnerie moderne. La troisième partie relève d'un règlement général de l'obédience et la quatrième et dernière propose des chants allégoriques en vers qui reprennent l’histoire légendaire de l'ordre.

### 1726: le manuscrit Graham
Daté de 1726 et d'origine anglaise, le manuscrit Graham utilise plusieurs aspects tirés du Nouveau Testament. Il donne l'indication d'un rite en trois degrés qui s'achève par la description d'un relèvement en cinq points en faisant référence à Noé et à ses trois fils, qui tentent de recueillir son secret. Ces élements qui présentent une première version du grade de maitre sont antérieurs à des élements que l'on peut retrouver dans les rituels postérieurs, notamment celui divulgué par Samuel Prichard dans sa Maçonnerie disséquée en 1730. Par son contenu, il est considéré comme l'ancêtre des rituels maçonniques spéculatifs. Le manuscrit contient également un catéchisme en 38 questions et réponses qui traitent de divers point tel que les mots et signes des maçons. Ce manuscrit est le premier à évoquer le grade de maitre en faisant coexister des situations de l'Ancien et du Nouveau Testament.

### 1736: le Discours de Ramsay
Le Discours de Ramsay prononcé en décembre 1736, par Andrew Michael Ramsay plus connu sous le titre de Chevalier de Ramsay et grand orateur de l'ordre maçonnique naissant en France devant quelques dizaines de francs-maçons, est considéré comme le texte fondateur de la franc-maçonnerie française. Il se compose de deux parties et comprend une évocation en forme de programme intellectuel et humaniste assignée à la franc-maçonnerie et une allégorie symbolique et initiatique tendant à faire de la franc-maçonnerie l'héritière des ordres chevaleresques de l'époque des croisades, mythologie qui a une forte influence sur le développement des hauts grades maçonniques entre 1740 et 1780, et éloigne la franc-maçonnerie française de la mythologie des seuls bâtisseurs proposée par les Constitutions d'Anderson et la franc-maçonnerie anglaise.